# Калпепер, Николас
Николас Калпепер (англ. Nicholas Culpeper) (1616—1654) — английский фармацевт, ботаник и врач, автор и переводчик ряда работ по астрологии и медицине, изучал лечебные свойства трав. Наиболее известным и до сих пор цитируемым его трудом является «Полный травник» (англ. The Complete Herbal, 1653), содержащий список лекарственных трав и описание их использования. Также в этом труде Калпепер связывал траволечение и астрологию, обозначал влияние и взаимодействие планет и трав.
Распространяя медицинские знания, Калпепер хотел, чтобы любой человек с помощью его «Гербария» мог сохранить своё здоровье или вылечить себя в случае болезни с помощью лекарственных растений. Сам Николас Калпепер умер в 1654 году от туберкулёза в возрасте 38 лет.
Как литературный персонаж, Калпепер фигурирует в «Сказках Старой Англии» Редьярда Киплинга («Доктор медицины»).